# 齋賀正和
齋賀 正和（さいが まさかず、1973年9月13日 - ）は、日本の俳優。大阪府大阪市出身。アニモプロデュース所属。

## 出演
※出演作品(時期)（役名）の順に記載。役名が太字は主要人物。

### テレビドラマ
- Ns'あおい（2006年、フジテレビ）
- 音女 からまないオトメ（2008年7月10日、テレビ朝日）
- 逆境を力に変えた熱血監督〜山本薩夫 生誕100 年〜（2010年8月2日、NHK）
- パンドラ (テレビドラマ)（2011年5月18日、WOWOW）
- メイドインジャパン (テレビドラマ)（2013年2月9日、NHK） - 報道記者
- 金曜ナイトドラマ 警部補 矢部謙三2 第4話「誰にでも変装できる暗殺者」（2013年8月2日、テレビ朝日） - 外科医 暮松圭司
- 水曜ミステリー9 特命おばさん検事! 花村絢乃の事件ファイル5（2017年1月11日、テレビ東京）
- 月曜名作劇場 「税務調査官・窓際太郎の事件簿32」（2017年、TBS） ‐ 吉沢邦久
- 孤独のグルメSeason6 第5話（2017年5月6日、テレビ東京） ‐ 板前1 役
- 世にも奇妙な物語’22 夏の特別編「メロディに乗せて」（2022年6月18日、フジテレビ） - 警察 役
- 笑うマトリョーシカ 第6話（2024年8月2日、TBS） - 秘書 役
- 民王R 第2話（2024年10月29日、テレビ朝日） - 山崎 役

### 配信ドラマ
- 新聞記者 第2話（2022年1月13日配信、Netflix）

### 映画
- 奇妙なサーカス（2005年12月24日、セディックインターナショナル、園子温監督） - 駅員
- 龍が如く 劇場版（2007年3月3日、東映）
- わが母の記（2012年4月28日、松竹） - 轟/編集者
- 愛と誠（2012年6月16日、角川映画/東映） - 警官
- 黄金を抱いて翔べ（2012年11月3日、エイベックス・エンタテインメント、井筒和幸監督）
- EDEN（2012年11月17日-、SUMOMO、武正晴監督） - ペペロンチーノ
- 乙女のレシピ（2013年9月21日） - 石田哲夫／用務員
- イン・ザ・ヒーロー（2014年9月6日、武正晴監督） - 馬場広和 役
- 百円の恋（2014年12月20日、武正晴監督）
- ソロモンの偽証 前篇・事件（2015年3月7日、成島出監督）
- 駆込み女と駆出し男（2015年5月16日、原田眞人監督）
- 日本のいちばん長い日（2015年8月8日、原田眞人監督）
- 裸の劇団 いきり立つ欲望（2016年5月6日公開、監督：榊英雄、オーピー映画）- 根岸昭一
- クリーピー 偽りの隣人（2016年6月18日、黒沢清監督）
- バースデーカード（2016年10月22日、吉田康弘監督、東映）
- 関ヶ原(2017年8月26日、原田眞人監督）　-  池田輝政
- リングサイド・ストーリー(2017年10月14日、武正晴監督)　※ノンクレジット
- 3人の信長（2019年9月20日、渡辺啓監督）
- BAD LANDS バッド・ランズ（2023年9月29日、原田眞人監督）[1]
- 罪と悪（2024年2月2日、齊藤勇起監督）[2]

### 舞台
- RISU PRODUCE vol.28「笑いの神様へ」（2023年11月1日 - 5日〈予定〉、赤坂RED/THEATER）[3]
- これは、舞台なのか、朗読劇なのか、なんなのか vol.1（2024年12月13日 - 15日、小劇場楽園）[4]
- 20周年記念公演第2弾 劇団プレステージ 第22回公演「シニタイ ウィズ ヴァンパイア」（2025年8月13日 - 17日〈予定〉、浅草九劇）[5]